# Kazuyoshi Miura
Kazuyoshi Miura (født 26. februar 1967 i Shizuoka, Japan) er en japansk fodboldspiller. Han er pt. (februar 2023) som 55 årig den ældste aktive professionelle fodboldspiller.
Han spiller i den portugisiske klub Oliveirense på en låneaftale fra den japanske J1 League-klub Yokohama FC..
Han spiller ikke så ofte, og spillede i 2021 blot en enkelt kamp i ligaen.

## Japans fodboldlandshold
| Japans landshold | Japans landshold | Japans landshold |
| År               | Kmp              | Mål              |
| ---------------- | ---------------- | ---------------- |
| 1990             | 3                | 0                |
| 1991             | 2                | 0                |
| 1992             | 11               | 2                |
| 1993             | 16               | 16               |
| 1994             | 8                | 5                |
| 1995             | 12               | 6                |
| 1996             | 12               | 6                |
| 1997             | 19               | 18               |
| 1998             | 1                | 0                |
| 1999             | 0                | 0                |
| 2000             | 5                | 2                |
| Total            | 89               | 55               |